# Jarjapupeta
Jarjapupeta es una ciudad censal situada en el distrito de Vizianagaram en el estado de Andhra Pradesh (India). Su población es de 5761 habitantes (2011). Se encuentra a 9 km de Vizianagaram .

## Demografía
Según el censo de 2011 la población de Jarjapupeta era de 5761 habitantes, de los cuales 2922 eran hombres y 2839 eran mujeres. Jarjapupeta tiene una tasa media de alfabetización del 66,82%, superior a la media estatal del 67,02%: la alfabetización masculina es del 76%, y la alfabetización femenina del 57,29%.